# Les Quatre Temps
Das Westfield Les 4 Temps ist das Haupteinkaufszentrum im Geschäftsviertel La Défense in den westlichen Vororten von Paris auf dem Gebiet der Gemeinde Puteaux in Hauts-de-Seine. Im Jahr 2019 war Les Quatre Temps mit 42 Millionen Besuchern das meistbesuchte Einkaufszentrum in Frankreich. Es verfügt insgesamt über eine Verkaufsfläche von 141.000 Quadratmetern.

## Geschichte
Das 1970 zum ersten Mal angedachte Projekt wurde 1981 unter der Leitung des Architekturbüros Atelier LWD fertiggestellt. Zwischen 2006 und 2008 wurde es vollständig renoviert. Am 12. September 2019 wurde Les 4 Temps in Westfield Les 4 Temps umbenannt.
Am 12. September 1986 wurde auf eine Cafeteria des Quatre Temps ein Bombenanschlag verübt, bei dem es zu mehr als 40 Verletzten kam.